# とある魔術の禁書目録の登場人物/索引
|      |    |    |    |    |    |  |      |    |    |    |    |    |
| あ行 | あ | い | う | え | お |  | は行 | は | ひ | ふ | へ | ほ |
| か行 | か | き | く | け | こ |  | ま行 | ま | み | む | め | も |
| さ行 | さ | し | す | せ | そ |  | や行 | や |    | ゆ |    | よ |
| た行 | た | ち | つ | て | と |  | ら行 | ら | り | る | れ | ろ |
| な行 | な | に | ぬ | ね | の |  | わ行 | わ |    |    |    | を |
| 他   | ん | 0  | 1  | 2  |    |  |      |    |    |    |    |    |

## あ
- 藍花悦
- アウレオルス＝イザード
- アウレオルス＝ダミー
- 青髪ピアス
- アガター
- 秋川未絵
- 一方通行 (アクセラレータ)
- アックア
- アニェーゼ＝サンクティス
- 天井亜雄
- 天埜郭夜
- 有村絵恋
- アルファル
- アラン=ベネット
- アレイスター＝クロウリー
- アンジェレネ
- アンツェカ＝S＝クファルク

## い
- 諫早
- 五和
- イネス
- インデックス

## う
- ヴァルキリー
- ヴィース＝ワインレッド
- 「ヴィーダルの靴」の女
- 初春飾利
- ウィリアム＝オルウェル
- ヴィリアン
- ウートガルザロキ
- ヴェーラ
- ヴェント
- ヴォジャノーイ
- 牛深
- 薄絹休味
- 海原光貴
- 浦上

## え
- エイワス
- エーカー＝ルゴーニ
- エーラソーン
- エカリエーリャ＝A＝プロンスカヤ
- エツァリ
- エリザード
- エリザリーナ
- エリス
- 獲冴

## お
- オーソン
- オーレンツ＝トライス
- オッレルス
- オティヌス
- 親船素甘
- 親船最中
- オリアナ＝トムソン
- オルソラ＝アクィナス

## か
- 貝積継敏
- 垣根帝督
- 風斬氷華
- カテリナ
- 上里翔流
- 上条詩菜
- 上条当麻
- 上条刀夜
- 亀山琉太
- 烏丸府蘭
- 神裂火織

## き
- 絹旗最愛
- 木原数多
- 木原円周
- 木原加群
- 木原幻生
- 木原那由他
- 木原病理
- 木原脳幹
- 木原唯一
- 木原乱数
- キャーリサ

## く
- 雲川芹亜
- 雲川鞠亜
- 工山規範
- クランス＝R＝ツァールスキー
- グリッキン
- グループの連絡係
- 郭
- 黒夜海鳥

## け
- 傾国の女
- 化生院明日香

## こ
- 警策看取
- 香焼
- ゴーグルの少年
- 駒場利徳
- 「コリシュマルド」の少年
- 御霊冥亞
- 婚后光子

## さ
- サーシャ＝クロイツェフ
- 災誤
- 才郷良太
- 坂島道端
- 佐久辰彦
- 佐天涙子
- 鎖仁
- 査楽
- サローニャ＝A＝イリヴィカ
- 去鳴
- 沢井織雛
- サンドリヨン

## し
- ジーンズショップの店主
- シェリー＝クロムウェル
- 潮岸
- シギン
- 妹達 (シスターズ)
- シャットアウラ＝セクウェンツィア
- 蠢動俊三
- 丈澤道彦
- 食蜂操祈
- ショチトル
- 白井黒子
- シルバークロース＝アルファ
- シルビア

## す
- 杉谷
- 杉山枝雄
- スクーグズヌフラ
- ステイル＝マグヌス
- ステファニー＝ゴージャスパレス
- 砂皿緻密
- スフィンクス
- スマートヴェリー
- スラッパール

## せ
- セアチェル
- 聖ジュリアン大聖堂の司教
- セイリエ＝フラットリー
- セートルア
- セリック＝G＝キールノフ
- 「占星施術旅団」の老人

## そ
- 削板軍覇

## た
- 滝壺理后
- 竜神乙姫
- 田妻暮亞
- 建宮斎字
- 田中
- 「ダルクの神託」の少女

## つ
- ツアーガイドの少女
- 月詠小萌
- 対馬
- 土御門舞夏
- 土御門元春

## て
- ディグルヴ
- テオドシア＝エレクトラ
- テクパトル
- 手塩恵未
- 鉄装綴里
- 鉄網
- テッラ
- デニス
- テルノア
- 電話の女

## と
- トール
- トチトリ
- トマス＝プラチナバーグ
- 豊山琉華

## な
- 騎士団長 (ナイトリーダー)
- ナンシー

## に
- ニコライ＝トルストイ

## の
- 野母崎

## は
- 博士
- 服部半蔵
- パトリシア＝バードウェイ
- 馬場芳郎
- 浜面仕上
- 原谷矢文
- パルツィバル
- バルビナ

## ひ
- ビアージオ＝ブゾーニ
- 微細乙愛
- ビットリオ＝カゼラ
- 一一一
- 火野神作
- 姫神秋沙
- ヒューズ＝カザキリ

## ふ
- フィアンマ
- フェンリル
- 吹寄制理
- 扶桑彩愛
- ブラッシャ＝P＝マールハイスク
- ブリュンヒルド＝エイクトベル
- フルチューニング
- フレイス
- フレイヤ
- フレメア＝セイヴェルン
- フレンダ＝セイヴェルン
- フロイライン＝クロイトゥーネ
- フロリス

## へ
- ベイロープ
- 冥土帰し（ヘヴンキャンセラー）
- ペテロ＝ヨグディス
- ベラッギ
- ヘル
- ベルシ

## ほ
- 幌河
- ホレグレス＝ミレーツ

## ま
- マーク＝スペース
- マイク
- マタイ＝リース
- マリアン＝スリンゲナイヤー

## み
- ミーシャ＝クロイツェフ
- 御坂妹
- 御坂旅掛
- 御坂美琴
- 御坂美鈴
- 番外個体（ミサカワースト）
- 蜜蟻愛愉
- 密着微生物
- ミュッセ
- 投擲の槌（ミョルニル）

## む
- 麦野沈利
- 結標淡希

## め
- 鳴護アリサ
- 心理定規 (メジャーハート)
- 芽李

## や
- 山手
- 闇咲逢魔

## ゆ
- 「赤き洪水」の少女

## よ
- 横須賀
- 芳川桔梗
- 誉望万化
- 黄泉川愛穂
- ヨルムンガンド

## ら
- 楽丘豊富
- 打ち止め（ラストオーダー）
- ランシス

## り
- リチャード＝ブレイブ
- リドヴィア＝ロレンツェッティ
- リメエア
- 寮監

## る
- ルチア
- 琉華

## れ
- レアシック
- レイヴィニア＝バードウェイ
- レイチェル
- 恋因
- レッサー
- レディリー＝タングルロード

## ろ
- ローマ教皇
- ローラ＝スチュアート
- ロキ
- 麓洞龍一
- ロッド
- ロンギエ

## わ
- ワシリーサ

## 0
- ミサカ00000号

## 1
- ミサカ10031号
- ミサカ10032号
- ミサカ10777号
- ミサカ19090号

## 2
- ミサカ20001号